# آئویی-کو، شیزوئوکا
آئویی-کو (به لاتین: Aoi-ku) یک منطقهٔ مسکونی در ژاپن است که در شیزوئوکا واقع شده‌است. آئویی-کو ۱٬۰۷۳٫۴۲ کیلومتر مربع مساحت و ۲۵۴٬۴۴۸ نفر جمعیت دارد.